# Confederação Brasileira de Desportos

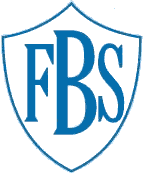
Logo des FBS

Der Confederação Brasileira de Desportos (CBD) war ein brasilianischer Sportverband.
Der CBD wurde am 24. August 1914 durch Zusammenlegung von Verbänden aus Rio de Janeiro und São Paulo gegründet. Hintergrund war die Aufstellung einer brasilianischen Fußballnationalmannschaft, die im Wettbewerb um die Copa Roca gegen Argentinien antreten sollte, nach einer vom argentinischen Präsidenten Julio Argentino Roca.
Von seiner Gründung bis zu seiner Auflösung 1979 war der CBD der wichtigste Sportverband Brasiliens. Zuständig für Tennis, Leichtathletik, Schwimmsport, Wasserball, Handball, Fußball und alle anderen sportlichen Aktivitäten, welche über keine eigenständigen Institutionen verfügten.
Fußball spielte eine herausragende Rolle, da es laut Satzung „die grundlegende und wesentliche Sportart“ des CBD darstellte. Der CBD wurde gegründet, um die Gegensätze zwischen des Federação Brasileira de Foot-Ball (FBF) aus São Paulo und der Federação Brasileira de Sports (FBS) aus Rio de Janeiro zu überwinden, den beiden Körperschaften, die um die Vorherrschaft in der Organisation des Fußballs im Land konkurrierten. Die Gründung des CBD führte 1916 zur Auflösung der beiden Verbände und im selben Jahr erfolgte der Anschluss an den südamerikanischen Fußballverband CONMEBOL.
Am 20. Mai 1923 erfolgte der Beitritt zur FIFA. Der CBD vertrat auch die meisten brasilianischen Bundesstaaten im Sportbereich. Mit der Zeit erhielten die einzelnen Sportarten eigene Verbände und wurden nicht mehr vom CBD vertreten. So gründete sich im Oktober 1977 der Confederação Brasileira de Desportos Aquáticos für Schwimmsport oder im selben Jahr der Confederação Brasileira de Atletismo für Leichtathletik. Ende 1978 löste sich der Verband auf. Seine Aufgaben und Funktionen im Hinblick auf den Fußball übernahm der Confederação Brasileira de Futebol (CBF). Die Trennung erfolgte aufgrund eines FIFA-Dekrets, das verlangte, dass sich die nationalen Verbände ihrer angeschlossenen Länder nur um Fußball kümmern sollten.

## Präsidenten
| Präsident                     | Zeitraum                              |
| ----------------------------- | ------------------------------------- |
| Arnaldo Guinle                | 6. Dezember 1916 bis 8. Januar 1920   |
| Ariovisto de Almeida Rêgo     | 8. Januar 1920 bis 28. März 1921      |
| José Eduardo de Macedo Soares | 28. März 1921 bis 2. November 1921    |
| Oswaldo Gomes                 | 2. November 1921 bis 28. Januar 1924  |
| José Oliveira Santos          | 28. Januar 1924 bis 20. Juni 1924     |
| Wladimir Bernardes            | 20. Juni 1924 bis 9. August 1924      |
| Oscar Rodrigues da Costa      | 9. August 1924 bis 13. Oktober 1927   |
| Renato Pacheco                | 13. Oktober 1927 bis 28. Juli 1933    |
| Álvaro Catão                  | 28. Juli 1933 bis 5. September 1936   |
| Luiz Aranha                   | 5. September 1936 bis 28. Januar 1943 |
| Rivadávia Correa Mayer        | 28. Januar 1943 bis 14. Januar 1955   |
| Sylvio Correa Pacheco         | 14. Januar 1955 bis 11. Januar 1958   |
| João Havelange                | 11. Januar 1958 bis 10. Januar 1975   |
| Heleno de Barros Nunes        | 10. Januar 1975 bis 17. Januar 1978   |